# ギンバイソウ
ギンバイソウ（銀梅草、学名: Hydrangea bifida）は、 アジサイ科アジサイ属の多年草。関東以西の本州、四国、九州の山地の樹陰に生える。沢沿いの湿った斜面など、やや冷涼な場所を好み群生する。白い5弁の花をウメに見立てて、この名がついた。

## 特徴
多年生草本。木質で太い根茎が横に這う。茎は直立して、高さ40センチメートル (cm) から70 cmになる。茎は直立し毛があり、枝は出さない。葉は柄がついて茎に互生し、葉身は長さは10 - 20 cm、幅6 - 12 cmの基部がくさび形になった楕円形から倒卵形になり、先端は2つに深く裂け、裂片の先端は尾状に尖る。
花期は7 - 8月。茎の先に散房花序を出し、10個から20個の白い花をつける。花は装飾花（中性花）と両性花がある。装飾花（中性花）は、がく片が3枚からなる。両性花は、がく片と花弁がそれぞれ5枚で、おしべがたくさんあり、めしべは1個からなる。

## 品種
ギンバイソウには、以下の品種が知られている。
- マルバギンバイソウ　Deinanthe bifida Maxim. f. rotundifolia Satomi
- ムラサキギンバイソウ　Deinanthe bifida Maxim. f. violacea Hayashi

## 利用
若芽を山菜として食用にする。採取時期は5 - 6月ごろ、暖地では4月ごろが適期とされる。食味はぬめりと、ねっとりとしたコクがあるのが特徴である。茹でておひたし、酢の物などにしたり、バター炒め、天ぷら、ごま和え、煮びたし、卵とじにする。